# Vicia bifoliolata
Vicia bifoliolata  es una especie  de la familia de las fabáceas.

## Descripción
Vicia bifoliolata es una hierba anual, trepadora, glabra. Tallos hasta de 40 cm, procumbentes, tetrágonos. Hojas 3-4 mm, pecioladas o subsentadas, con un solo par de folíolos, terminadas en zarcillo simple; estípulas c. 2,5 x 0,7 mm, lanceoladas, agudas, semihastadas o no, con el borde entero; folíolos 13-25 x 0,5-1,3 mm, lineares,subagudos, con nerviación pinnado-reticulada. Inflorescencias pedunculadas, con 1-2 flores; pedúnculo 0,8-2 cm, más largo que la hoja axilante; pedicelos 2 mm. Cáliz 2,5-3 mm, zigomorfo, ligeramente campanulado, con base asimétrica y boca muy oblicua, glabrescente; tubo 2-2,5 mm, con 5-10 nervios;lóbulos desiguales, mucho más cortos que el tubo, triangulares, agudos, los superiores de 0,1-0,2 mm, los medios y el inferior 0,3-0,5 mm. Pétalos de color azul claro o amarillentos; estandarte 7-8 x 3-4 mm, obovado, ligeramente espatulado, emarginado, con la lámina más larga que la uña, poco diferenciada, no patente; alas 7 x 1,5 mm, con la lámina más larga que la uña; quilla c. 6 x 1,5 mm, recta,obtusa, con la lámina más corta que la uña. Androceo con tubo estaminal oblicuo en el extremo; anteras 0,2-0,3 mm, elipsoidales. Ovario glabro; estilo redondeado, con un anillo subapical de pelos cortos y escasos. Fruto 14-18 x 3-5 mm, linear-oblongo, poco comprimido, estipitado, glabro, con 4-6 semillas;estípite 0,5-1,5 mm. Semillas 1,5-2,3 mm, esferoidales, comprimidas, lisas, decolor pardo obscuro o casi negro; hilo 0,7-0,9 mm, c. 1/8-1/5 del contorno de la semilla. Tiene un número de cromosomas de 2n = 24.

## Distribución y hábitat
Se encuentra en  juncales y matorrales cerca del mar;  0 metros en el litoral NE de Menorca en las Islas Baleares.

## Taxonomía
Vicia filicaulis fue descrita por Webb & Berthel. y publicado en Histoire Naturelle des Îles Canaries 3(2, 2): 102. 1842.
Etimología
Vicia: nombre genérico que deriva del griego bíkion, bíkos, latinizado vicia, vicium = la veza o arveja (Vicia sativa L., principalmente).
'bifoliolata: epíteto latino que significa "con dos foliolos".
Sinonimia:
filicaulis: epíteto latino que significa "tallo delgado".